# Emil Hurezeanu

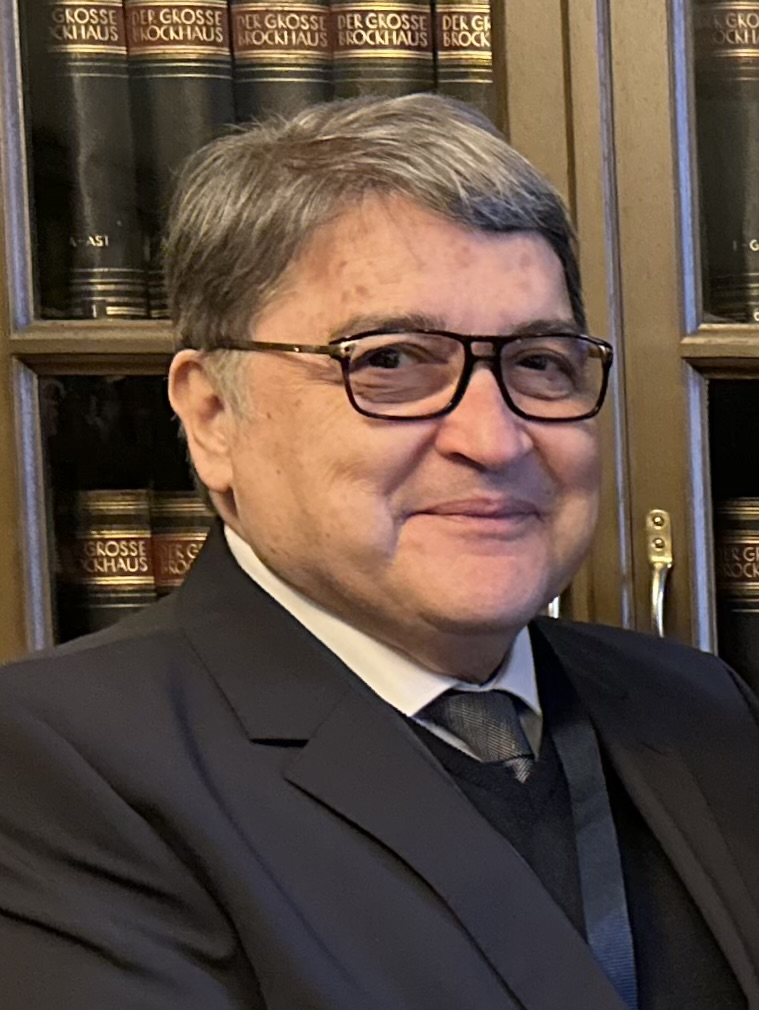
Emil Hurezeanu 2025

Emilian „Emil“ Hurezeanu (* 26. August 1955 in Hermannstadt) ist ein rumänischer Autor, Publizist, Politologe, Diplomat und Politiker. Er war von Dezember 2024 bis Juni 2025 Außenminister Rumäniens.

## Leben

### Studium und frühe Publizistik
Zwischen 1975 und 1979 studierte Emil Hurezeanu Rechtswissenschaften an der Babeș-Bolyai-Universität Cluj. 1976 wurde er Redakteur des Magazins „Echinox“ und 1978 Redaktionssekretär. Er publizierte Gedichte und Literaturkritik zusammen mit anderen bekannten Publizisten wie Marian Papahagi, Ion Vartic, Ion Pop und Mircea Zaciu. Er war auch Gründungsmitglied der Theatergruppe Ars Amatoria und spielte in verschiedenen Parodien der kommunistischen Führung mit. Nach seinem Studium veröffentlichte er 1979 die Gedichtesammlung Lecția de anatomie („Die Anatomielektion“), mit der er den Preis des Schriftstellerverbands für das beste Debüt erhielt. Hurezeanu begann seine Karriere als juristischer Berater in zehn Dörfern in der Umgebung von Sebeș. Er arbeitete da für ein Jahr und war 1981 kurz in einer Buchhandlung in Sibiu tätig. 1981 vergab Ana Blandiana, als Trägerin des Herder Preises, ein Auslandsstipendium an das Magazin „Echinox“. Hurezeanu wurde von der Redaktion für das Stipendium nominiert. Anschließend bewarb er sich für eine Arbeitsstelle als Rechtsanwalt in Mediaș, um einen Reisepass bekommen zu können. Nachdem er ihn erhalten hatte, fuhr er am 1. November 1982 nach Wien.

### Politisches Asyl in Deutschland und Arbeit bei Radio Free Europe
Sein Stipendium endete nach zwei Semestern. Hurezeanu zog nach München um und arbeitete von 1983 bis 1996 als Redakteur bei Radio Freies Europa. Sein erster Beitrag beschrieb das Leben der Zigeuner in Rumänien. Er übersetzte auch Artikeln aus dem Magazin Geo. Im Oktober 1983 erhielt Hurezeanu politisches Asyl in Deutschland. Er machte weitere Beiträge zu politischen Themen und nach dem Tod von Emil Georgescu übernahm Hurezeanu seine Stelle beim Ressort Die Rumänische Aktualität. Er wurde Fachberater für verschiedene Rundfunkgesellschaften in Europa. 1985 bekam er ein Stipendium bei der University of Virginia. Dort studierte er Politikwissenschaften. Nach seiner Rückkehr nach Deutschland studierte er weiter bei amerikanischen Universitäten in Europa. Er machte einen Masterabschluss in Boston im Fach Internationale politische und strategische Beziehungen. Seine Aktivität im Ausland verärgerte die Securitate, den rumänischen Staatsgeheimdienst, die seine Familie in Rumänien über mehrere Jahre überwachte. Seine Mutter wurde zwei Mal nach Deutschland geschickt, um ihn davon zu überzeugen, nach Rumänien zurückzukehren oder wenigstens nicht mehr gegen das kommunistische Regime zu schreiben. Hurezeanu lehnte dies ab und unterschrieb im April 1989 eine gemeinsame Aufforderung zur Liberalisierung des kulturellen Lebens in Rumänien.
Nach der rumänischen Revolution kehrte Hurezeanu 1990 in seine Heimat zurück und nahm an den Protesten am Universitätsplatz in Bukarest teil. Er blieb weiterhin bei Radio Free Europe angestellt, wo er im Frühjahr 1994 Leiter der rumänischen Abteilung wurde. Im Januar 1995 zog er nach Köln, wo er als Leiter der rumänischen Abteilung bei der Deutschen Welle arbeitete und weitere politische Texte publizierte. Im Juni 1995 wurde Radio Free Europe nach Prag verlegt, Hurezeanu blieb dem Sender als Mitarbeiter erhalten.

### Rückkehr nach Rumänien
2002 kehrte Hurezeanu nach Rumänien zurück. Er arbeitete bei dem rumänischen Fernsehsender Antena 1, wo er fünf Staffeln der Talk-Show România mea („Mein Rumänien“) produzierte und moderierte. Seit 2005 produzierte er zusammen mit Cristian Tudor Popescu die politische Talk-Show Cap & Pajură („Kopf und Zahl“) bei dem Fernsehsender Realitatea TV. Er machte auch weitere Beiträge im Hörfunk beim Sender Europa FM. Dort produzierte er die Sendung Interviews bei Europa FM.
Im März 2003 wurde er Außenpolitischer Berater des damaligen rumänischen Premierministers Adrian Năstase. Er trat aber nach sechs Monaten von diesem Amt zurück.
Am 5. Mai 2015 wurde er von Präsident Klaus Johannis zum rumänischen Botschafter in Berlin ernannt. Ab Juni 2021 war Hurezeanu der rumänische Botschafter in Wien. Im Dezember 2024 wurde er zum Außenminister Rumäniens ernannt. Er amtierte bis Juni 2025 im Kabinett Ciolacu II.

## Ehrungen
| Jahr | Ehrung                                                           |
| ---- | ---------------------------------------------------------------- |
| 1979 | Preis des rumänischen Schriftstellerverbands für das Beste Debüt |
| 1997 | Preis für Publizistik des rumänischen Schriftstellerverbands     |
| 2003 | APTR (Rumänischer Fernsehverband) Preis für das beste Talk-Show  |
| 2021 | Großes Bundesverdienstkreuz                                      |

## Veröffentlichungen (Auswahl)
- Lecția de anatomie („Die Anatomielektion“) 1979
- Între câine și lup („Zwischen Hund und Wolf“) 1996
- Cutia Neagră („Die Black Box“) 1997
- Die Anatomiestunde. Aus dem Rumänischen übersetzt von Georg Aescht. Pop Verlag, Ludwigsburg 2018, ISBN 978-3-86356-182-6.
- Lyrik. Aus dem Rumänischen übersetzt von Georg Aescht. Pop Verlag, Ludwigsburg 2018, ISBN 978-3-86356-202-1.
- Zärtlichkeit, Routine / Tandrețe, rutină. Gedichte eines Knauserers 1979–2019 / Poemele unui parcimonios 1979–2019. Aus dem Rumänischen von Georg Aescht.  Pop Verlag, Ludwigsburg 2020, ISBN 978-3-86356-203-8.